# Diecezja Wagga Wagga
Diecezja Wagga Wagga – diecezja Kościoła rzymskokatolickiego w metropolii Sydney, erygowana w dniu 28 lipca 1917 na terenie należącym wcześniej do diecezji Goulburn.

## Lista biskupów diecezjalnych
| lp. | biskup                    | od                   | do                   | okoliczności zakończenia urzędowania                       |
| --- | ------------------------- | -------------------- | -------------------- | ---------------------------------------------------------- |
| 1   | Joseph Wilfrid Dwyer      | 13 października 1918 | 11 października 1939 | śmierć biskupa                                             |
| 2   | Francis Augustin Henschke | 16 listopada 1939    | 24 lutego 1968       | śmierć biskupa                                             |
| 3   | Francis Patrick Carroll   | 24 lutego 1968       | 25 czerwca 1983      | biskup przeniesiony na urząd arcybiskupa Canberry-Goulburn |
| 4   | William Brennan           | 1 marca 1984         | 5 lutego 2002        | rezygnacja biskupa                                         |
| 5   | Gerard Hanna              | 5 lutego 2002        | 12 września 2016     | rezygnacja biskupa                                         |
| 6   | Mark Edwards              | 26 maja 2020         |                      |                                                            |